# Johannes Hevelius
Pour le ferry polonais nommé en son honneur, voir MS Jan Heweliusz
Johannes Hevelius (dans la plupart des langues), ou Jan Heweliusz (en polonais), né le 28 janvier 1611 à Dantzig, dans la République des Deux Nations (aujourd'hui Gdańsk, en Pologne), et mort le 28 janvier 1687 dans la même ville, est un astronome qui, dans l'histoire de sa discipline, se place entre Galilée et Newton.
Auteur d'une topographie de la Lune, il est découvreur de comètes et compilateur d'un catalogue d'étoiles. En plus de l'étude d'autres objets célestes, il construit des instruments scientifiques et entretient une large correspondance avec les savants de l'époque.
Toute sa vie, il joue un rôle dans la corporation des brasseurs et la politique municipale de Dantzig.

## Biographie

### Jeunesse
Hevelius naît dans une riche famille de brasseurs luthériens germanophones. Il apprend le polonais à l'école. « Hevelius » est son nom latinisé, c'est celui sous lequel on trouve ses ouvrages et c'est la façon dont on le nomme généralement ; mais, dans sa correspondance, il signe plutôt Hoffel,. En français, on a écrit Hével et Hévélius, cette dernière forme demeurant la plus poche de la prononciation. Sa ville natale de Dantzig est alors une ville hanséatique de la république des Deux Nations. Hevelius se décrira plus tard comme « un citoyen du monde polonais », et la Pologne le considère comme son citoyen.
Le jeune homme s'intéresse davantage à l'astronomie et aux mathématiques qu'au commerce. Ses parents lui accordent deux ans de gymnasium ; il y a comme maître Peter Crüger, dont l'influence se fera sentir toute sa vie. Crüger l'oriente vers l'astronomie. Pour compléter son enseignement, il étudie aussi le dessin, la mécanique et le polissage des lentilles, ; son œuvre n'existerait pas sans ces techniques.
Ses parents, un peu soucieux, l'envoient étudier le droit à Leyde, où on lui enseigne aussi les mathématiques et les sciences naturelles. Puis il voyage en Angleterre et en France. En Angleterre il noue de précieuses relations (il deviendra plus tard membre de la Royal Society). À Paris il rencontre peut-être Pierre Gassendi, et certainement Ismaël Boulliaud (1605–1694), qu'il recevra plus tard chez lui à Dantzig ; à Avignon il rencontre Athanasius Kircher. Rappelé à Dantzig par ses parents en 1634, il ne peut se rendre en Italie pour voir Galilée, Scheiner et Zucchi.

### Maturité

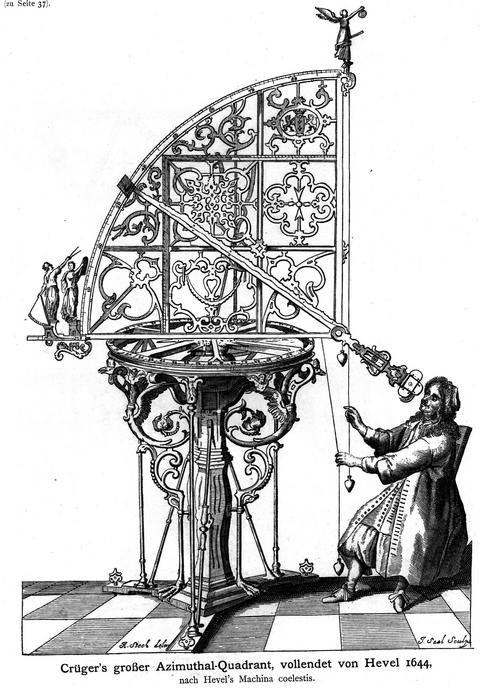
Grand quadrant azimutal de Crüger, perfectionné par Hevelius, 1644. L'observateur est Hevelius.

Destiné aux affaires par sa famille, Hevelius, fils unique, leur consacre les cinq années qui suivent : il devient brasseur et conseiller municipal. Il épouse Catherina Rebeschke, fille d’un négociant.
En 1639, Peter Crüger, mourant, celui-ci l'implore de ne pas laisser inemployés ses dons scientifiques, et avant tout d'observer l'éclipse solaire du 1er juin. Hevelius, à qui Crüger a enseigné l'usage de la chambre obscure, s'engage à suivre sa demande. Il observe l'éclipse — Crüger meurt cinq jours après — et consacre désormais son temps et sa fortune à l’observation du ciel.
Le rôle de sa femme est alors essentiel car elle s'occupe des affaires du couple. Catherina Rebeschke permet ainsi à son mari de se dédier pleinement à ses études.
En 1641, Hevelius construit un observatoire sur le toit de sa maison. Il fabriquera aussi, en dehors de la ville, une « lunette sans tuyau », d’une longueur focale de 45 mètres, qui oscille à la moindre brise.
De 1642 à 1645 il observe les taches solaires, études dont les retombées sont toujours importantes, car elles contribuent à établir le minimum de Maunder. Il consacre quatre années à faire la topographie de la Lune, aboutissant en 1647 à Selenographia, atlas de trois cartes. Dans cette cartographie, il choisit d'une part les noms du relief lunaire selon des noms géographiques terrestres (cela évite les querelles), et d'autre part, il publie sa découverte de la libration en longitude de la Lune. La postérité a toutefois plutôt retenu la nomenclature lunaire (honorant divers personnages) de Riccioli (1598–1671), avec qui Hevelius correspondait ; mais les sept constellations qu'il a découvertes portent toujours les noms qu'il leur a donnés. Il découvre quatre comètes, en 1652, 1661, 1672 et 1677,. Dans sa Cometographia (1668), dit François Arago, « on trouve l'idée, tout à fait neuve, pour l'époque, que les comètes se meuvent dans des paraboles ».
Le 29 janvier 1660, le roi Jean II Casimir Vasa et la reine Louise-Marie de Gonzague visitent son observatoire.
Avec son second mariage, en 1663, à Elisabetha Koopmann (1647–1693), il trouve pendant les vingt-quatre dernières années de sa vie une collaboratrice précieuse. La très jeune femme trouve ainsi la chance de concrétiser son propre intérêt pour les objets célestes. Elisabeth Hevelius fera paraître en 1690, après la mort de son mari, le catalogue de 1 564 étoiles auquel elle contribue et qui est la grande œuvre d'Hevelius. Elle est considérée comme la première astronome dont les travaux nous sont parvenus.
Le 10 avril 1664 Johannes Hevelius est reçu à la Royal Society.
En mai 1679 il accueille chez lui Edmond Halley, qui a alors 23 ans et qui voyage à travers l'Europe. Ils travaillent un mois ensemble.

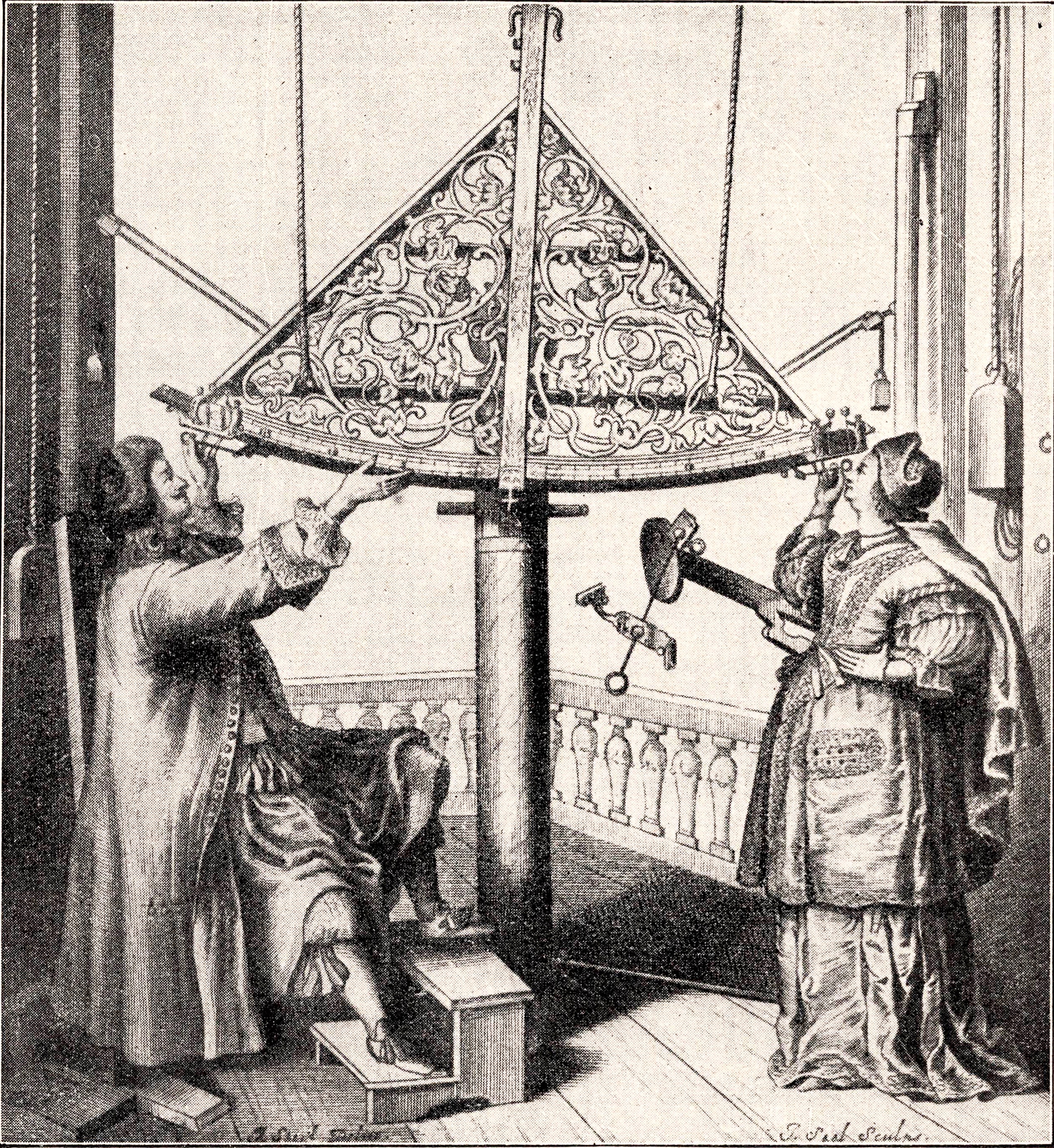
Hevelius et sa femme Elisabetha - 1673
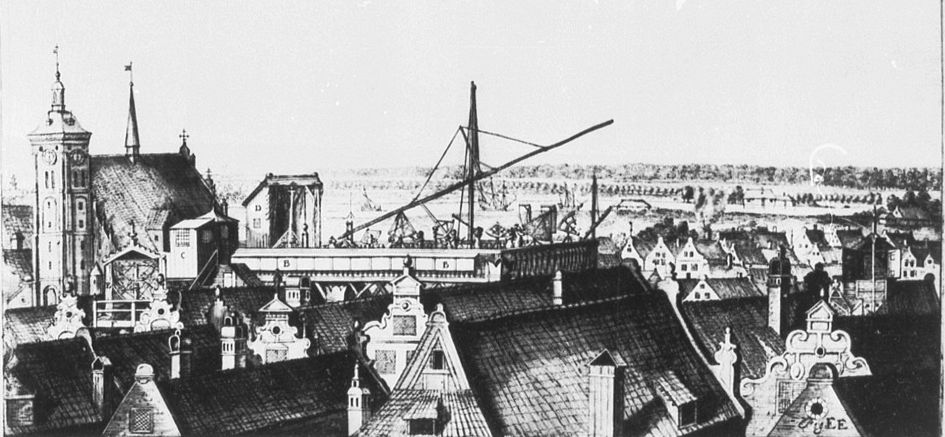
Observatoire d'Hevelius à son domicile de Dantzig - 1640
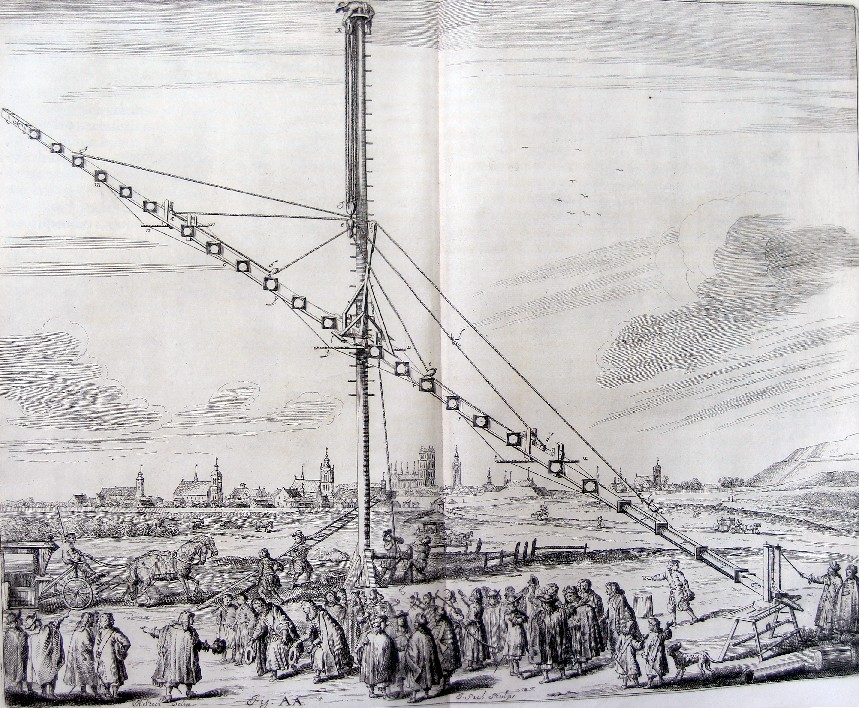
Télescope d'Hevelius de 50 m de longueur de focale - 1673-1679
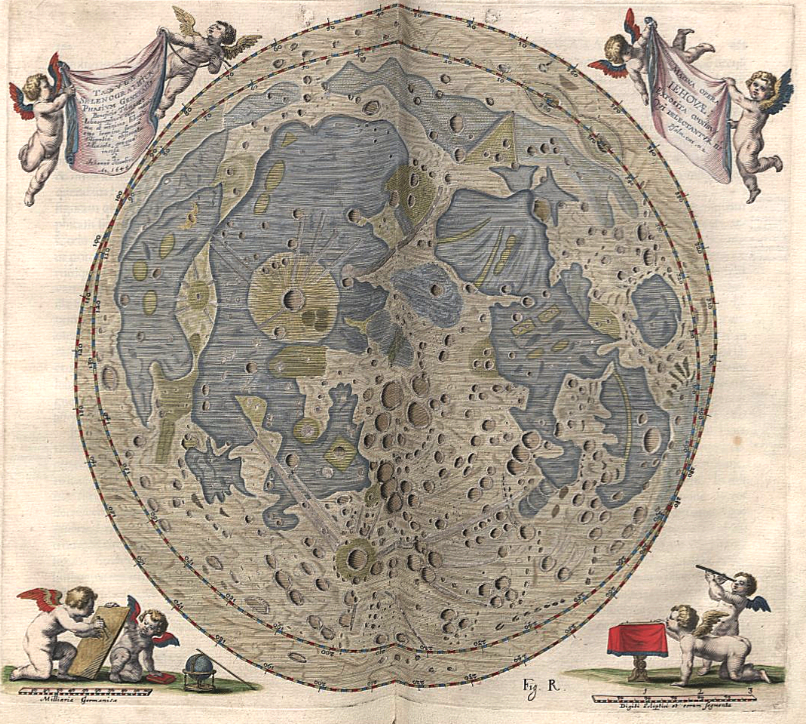
Cartographie de la Lune - 1645
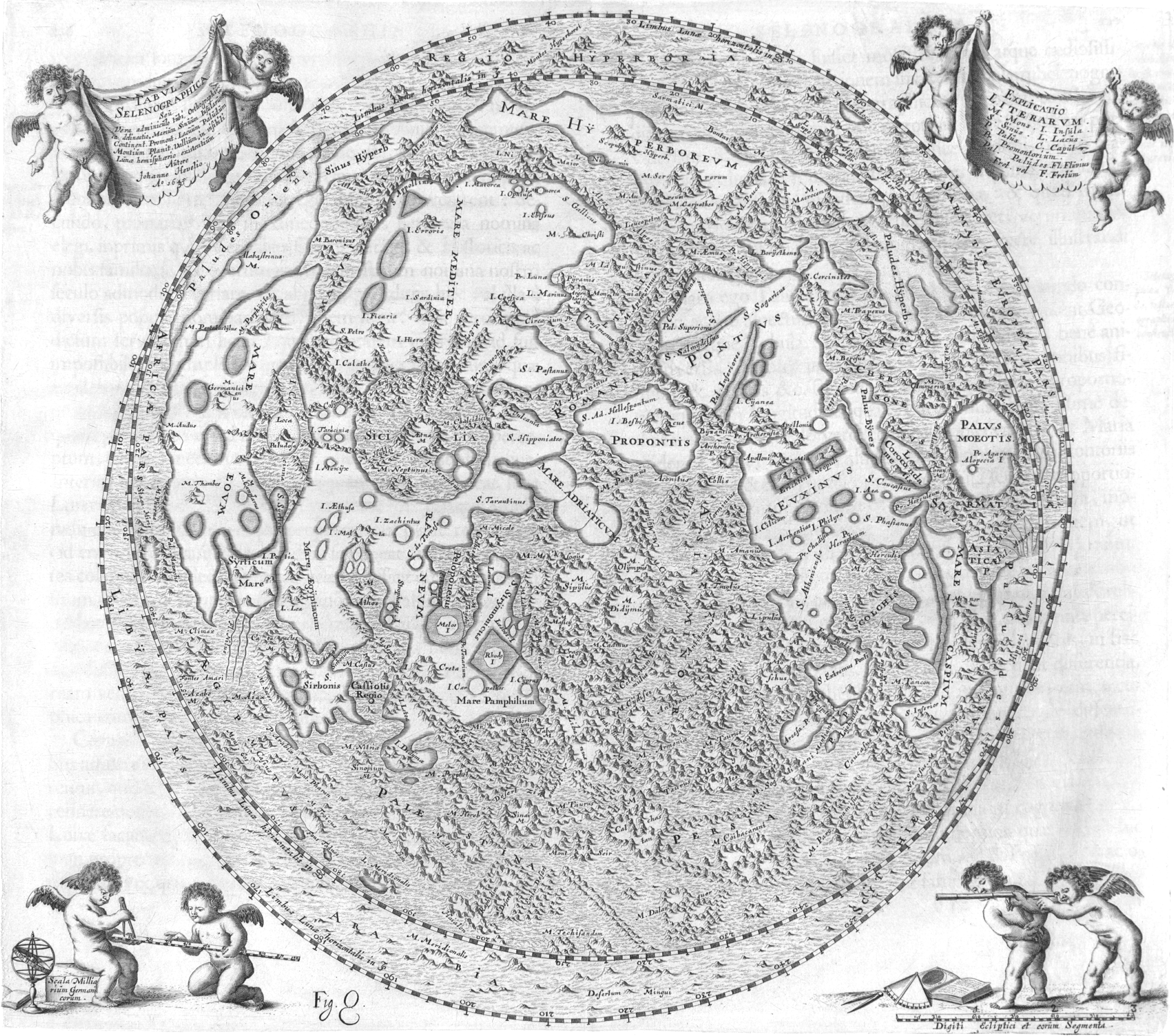
Carte nominative de la Lune - 1647 (Selenographia)
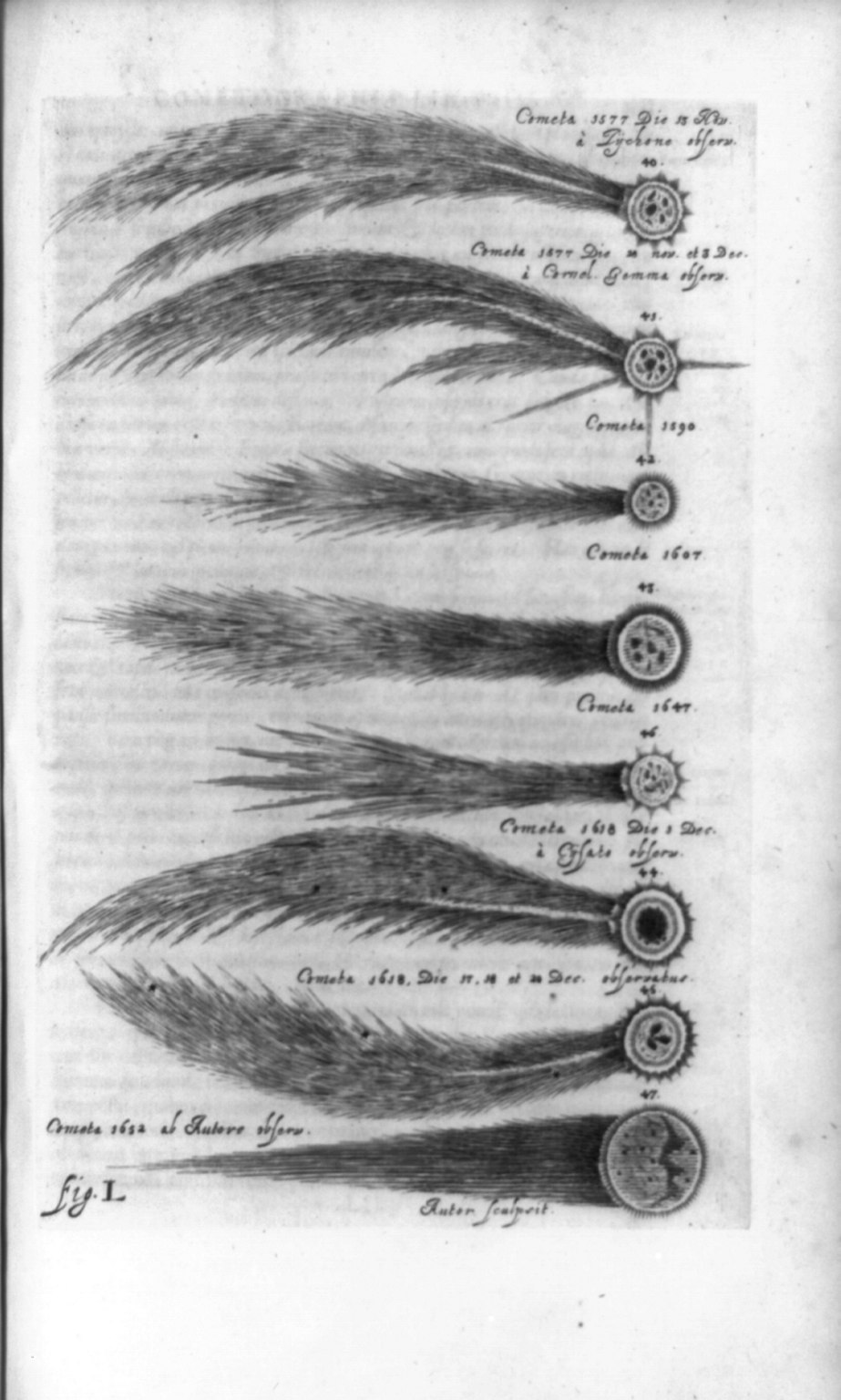
Comètes remarquables entre 1577 et 1652 - 1668 (Cometographia)
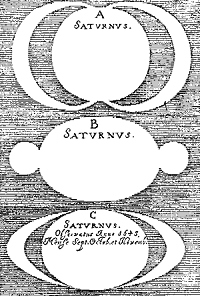
Interprétation des anneaux de Saturne - 1647
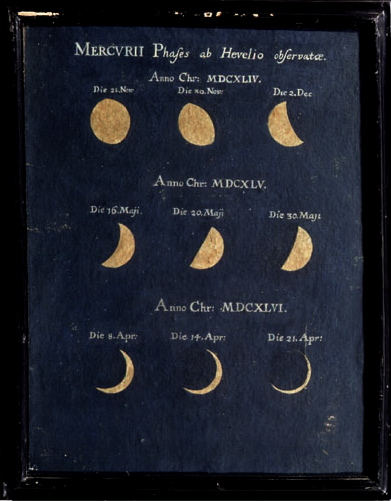
Phases de Mercure
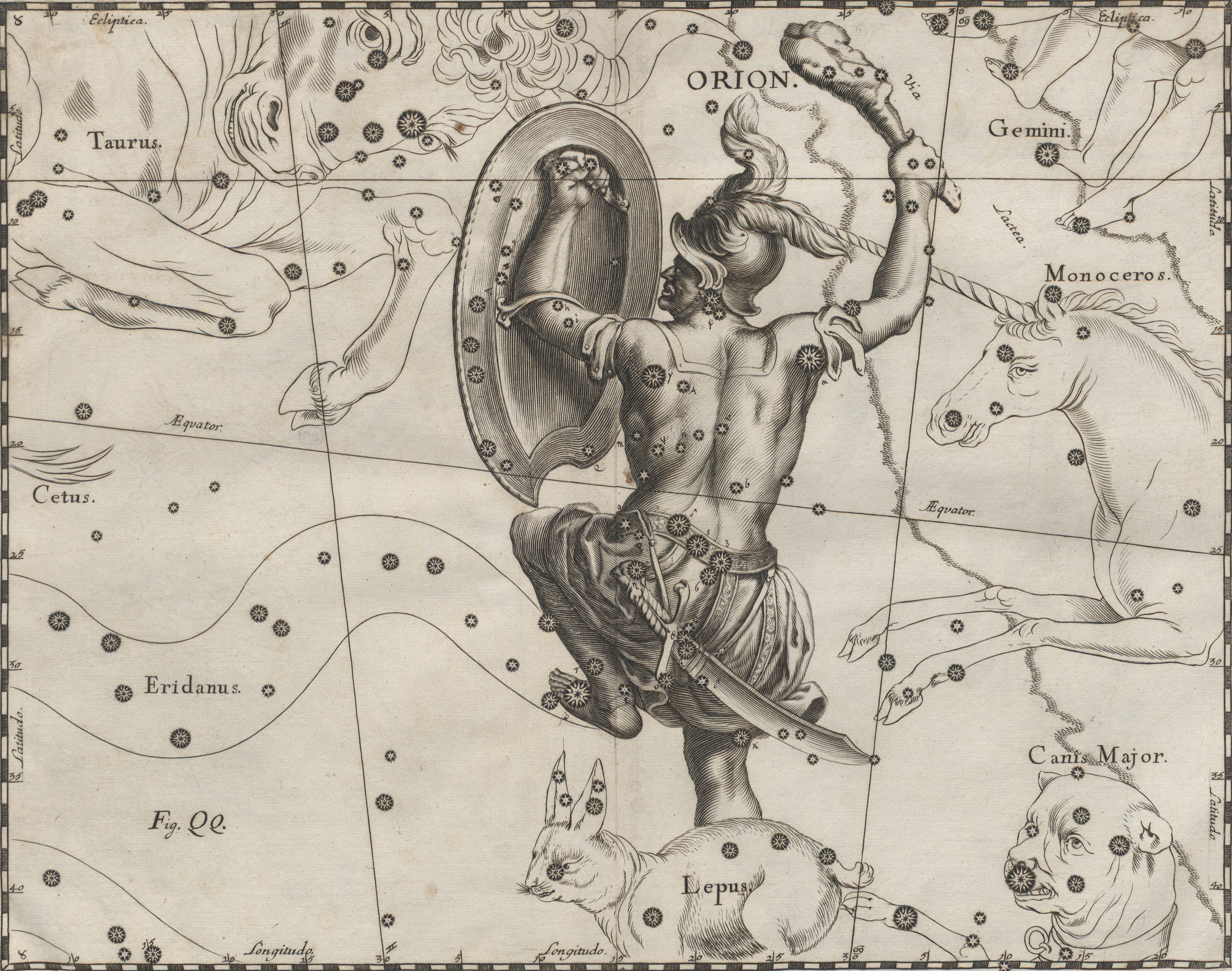
Constellation d'Orion - 1690 (Uranographia) - La vue est inversée pour correspondre à la vision avec un télescope
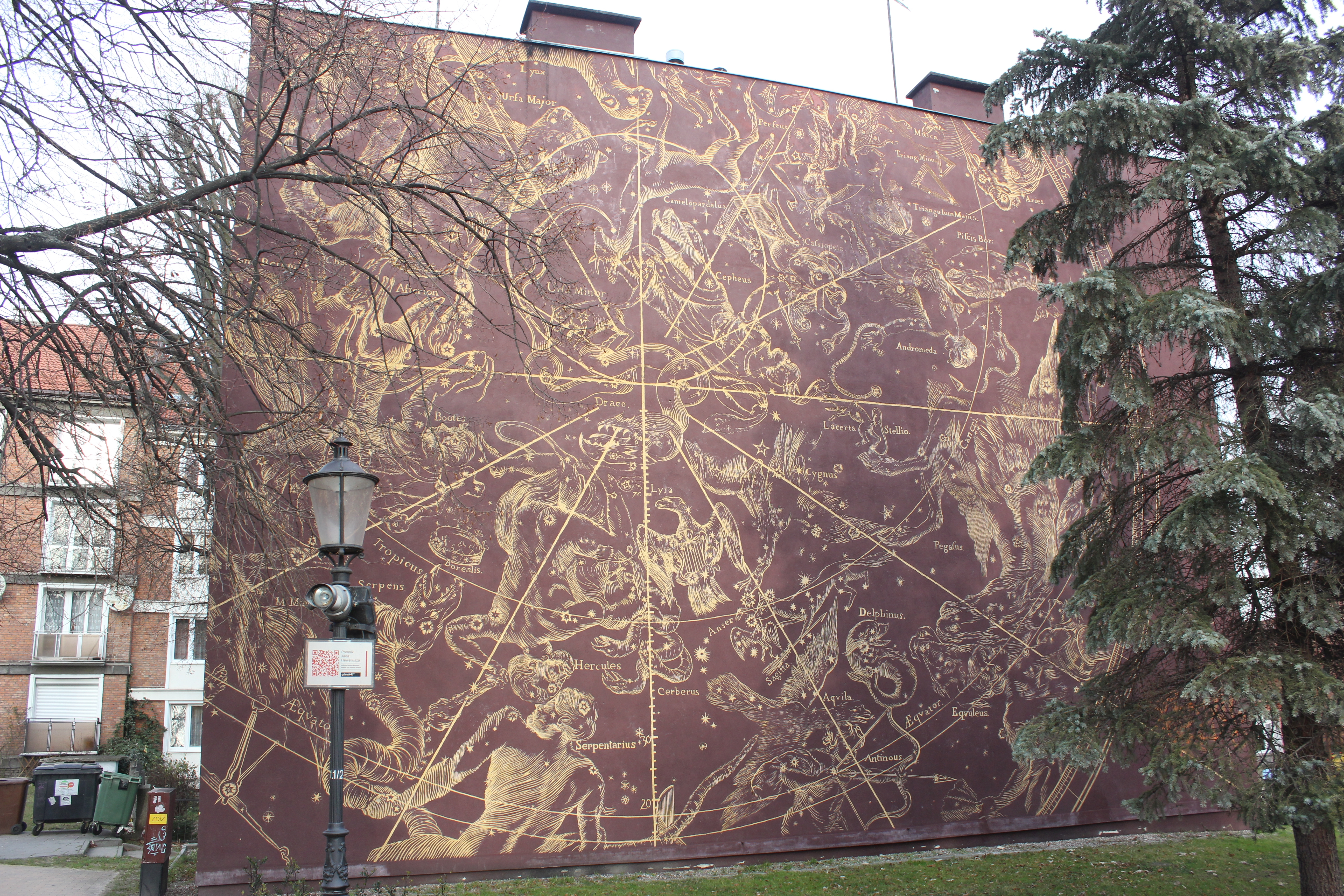
Carte commémorative du ciel du Nord selon Hevelius - Gdansk - 2016

### Fin de vie
Le 26 septembre 1679, un feu détruit une grande partie de son observatoire, de ses instruments et de ses livres. Il répare les dommages à temps pour observer la grande comète de décembre 1680. Mais cette catastrophe, qu'il décrit en 1685 dans la préface de son Annus climactericus, a affecté sa santé. Hevelius meurt le 28 janvier 1687, jour de son 76e anniversaire. L'année de sa mort, Newton publie ses Principia. Sa tombe se trouve dans l'église — alors luthérienne — de Sainte-Catherine à Dantzig.

## Réalisations (sélection)

### Ouvrages
Les ouvrages d'Hevelius sont en latin.
- Selenographia sive lunae descriptio, 1647 DOI 10.3931/e-rara-238Selenographia sive lunae descriptio : atque accurata, tam macularum ejus, … delineatio, …; addita est, lentes expoliendi nova ratio, ut et telescopia diversa construendi, et experiendi, … explicatur [Sélénographie, c'est-à-dire Description de la Lune[35]]
- Epistola de motu Lunae libratorio, 1653Librations lunaires dans le sens nord-sud.
- Dissertatio de nativa Saturni facie ejusque variis phasibus, certa periodo redeuntibus, 1656
- Historiola Mirae in Collo Ceti, 1662Il appelle « Mira » (« la merveilleuse ») l’étoile variable périodique Omicron Ceti[36].
- Mercurius in Sole visus (transit de Mercure du 3 mai 1661)[37]
- Prodromus cometicus sur Google Livres, 1665, édition et impression par l'auteur[38]
- Descriptio cometae anno aerae Christ(i) MDCLXV. Exorti (…) Mantissa prodromi cometici, observationes omnes prioris cometae MDCLXIV (…) sur Google Livres, 1666Comète de 1665 (Descriptio) ; comète de 1664 (Mantissa)
- Epistolae quatuor, Dantzig, Andreas Julius Mollerus, 1665[39]
- Cometographia, 1668 Dix-sept illustrations
- Machina coelestis :
  - première partie sur Google Livres, 1673 : organographie (description de ses instruments)[40],[41]Avec un index très fourni de 16 pages.
  - seconde partie sur Google Livres, 1679 : observations[42],[43]
- (avec Pierre Petit) Cometarum natura motus et origo sur Google Livres, 1681
- Annus climactericus, sive rerum uranicarum observationum annus quadragesimus nonus sur Google Livres (1685)Contient des observations de « Mira ».
- Prodromus astronomiae, 1690[44]. — Catalogue de 1 564 étoiles établi par lui et sa femme et publié par celle-ci après sa mort[45].
  - Firmamentum Sobiescianum sive Uranographia[46], 1690Atlas de 56 feuilles correspondant à son catalogue. Hevelius y trace sept nouvelles constellations, dont le nom est toujours en usage[22],[47].Hevelius fit imprimer à grand frais à son domicile ce livre très soigné[48]. Non seulement il en conçut lui-même les plaques, mais il en grava beaucoup.

### Instruments
À son époque (la liste de ses correspondants réunit des noms illustres) et à la nôtre (établissement du minimum de Maunder), Hevelius, le « visionnaire du réel » (Hugo), doit sa renommée à la qualité de ses instruments et de ses observations.
Le rayonnement d'Hevelius aurait été moins grand sans la qualité de ses instruments : il les construisait souvent lui-même, les avait pour la plupart chez lui et était — grâce à sa fortune — son propre éditeur ; il était son propre dessinateur, et souvent son propre graveur. Certaines de ses gravures peuvent être publiées pour leur propre beauté.
C'est à ses instruments, non à ses observations, qu'il doit les controverses auxquelles il a été mêlé, avec Robert Hooke, avec Adrien Auzout ; en effet, Hevelius était, en termes modernes, un peu « conservateur » en ce qui a trait aux instruments ; il est peut-être d'ailleurs le dernier astronome à avoir privilégié l'observation à l’œil nu. Il doit à cette particularité la visite chez lui de Halley ; mais Halley porta témoignage que les instruments d'Hevelius donnaient — à l'époque — d'aussi bons résultats que les instruments plus modernes.
Tout le premier tome de Machina coelestis — et c'est un choix délibéré — est consacré à la description détaillée de ses instruments.

### Correspondance
On n'a aujourd'hui qu'une vue fragmentaire de la correspondance d'Hevelius. Hevelius lui-même en a publié au moins quatre, plus une sur la comète de 1672. À l’Observatoire de Paris se trouvent les 78 lettres collectées par Joseph-Nicolas Delisle au XVIIIe siècle et numérisées sur le site de la bibliothèque. La correspondance tient en 16 volumes et couvre les années 1630–1686. Un projet international est consacré à sa publication. Hevelius lui-même avait préparé des copies de ses lettres pour l'impression ; elles tiennent en onze volumes et se trouvent à la Bibliothèque nationale de France.
En 1726, l’astronome et cartographe Joseph-Nicolas Delisle, appelé en Russie par Catherine Ire, acquiert en passant par Dantzig la correspondance et les journaux d’observations d’Hevelius. À son retour en France en 1747, il échange ses collections, dont les lettres d'Hevelius, contre une rente viagère et le titre d’astronome de la marine.
La partie astronomique de cette acquisition passe à la fin du XVIIIe siècle à l’Observatoire de Paris. C'est là que le comte Libri dérobe un nombre considérable de lettres au milieu du XIXe siècle ; notre connaissance en souffrira sans doute toujours.

#### Documents disponibles (sélection)
- Hevelius cite sa lettre du 16 juillet 1670 à Oldenburg sur la déclinaison magnétique dans son Organographie[59].
- Éric Olhoff, secrétaire d'Hevelius, a fait paraître en 1683 une sélection de lettres.
- On a des lettres d'Hevelius parues dans les Philosophical Transactions of the Royal Society. Par exemple :
  - (la) « A letter of Monsieur Hevelius ; giving an account of his observations, made for several years together concerning three new stars, one in the Whale's Neck, the other two near the Head and in the Breast of the Swan » DOI 10.1098/rstl.1677.0011
- Liste de communications entre Hevelius et la Royal Society
- Correspondance de Johannes Hevelius sur la bibliothèque numérique de l' Observatoire de Paris

### Honneurs posthumes
- Cratère lunaire Hevelius (en)[60].
- Astéroïde (5703) Hevelius de la ceinture principale.
- Statue d'Hevelius devant le vieil hôtel de ville de Gdańsk[61].
- Le MS Jan Heweliusz qui a sombré en 1993 portait son nom.
- Centre Hewelianum à Gdańsk (Fort de Góra Gradowa), vulgarisation scientifique pour tous les âges.
- Le quatrième centenaire de la naissance d'Hevelius en 2011 a fait l'objet de plusieurs manifestations en Pologne.
- Bière polonaise Johannes[62].